# ヴィクトリア・ユージェニー・オブ・バッテンバーグ
ヴィクトリア・ユージェニー・オブ・バッテンバーグ（英語: Victoria Eugenie of Battenberg, 1887年10月24日 - 1969年4月15日）は、スペイン王アルフォンソ13世の妃。
スペイン語名はビクトリア・エウヘニア・デ・バッテンベルグ（Victoria Eugenia de Battenberg）。

## 生涯

### 生い立ち

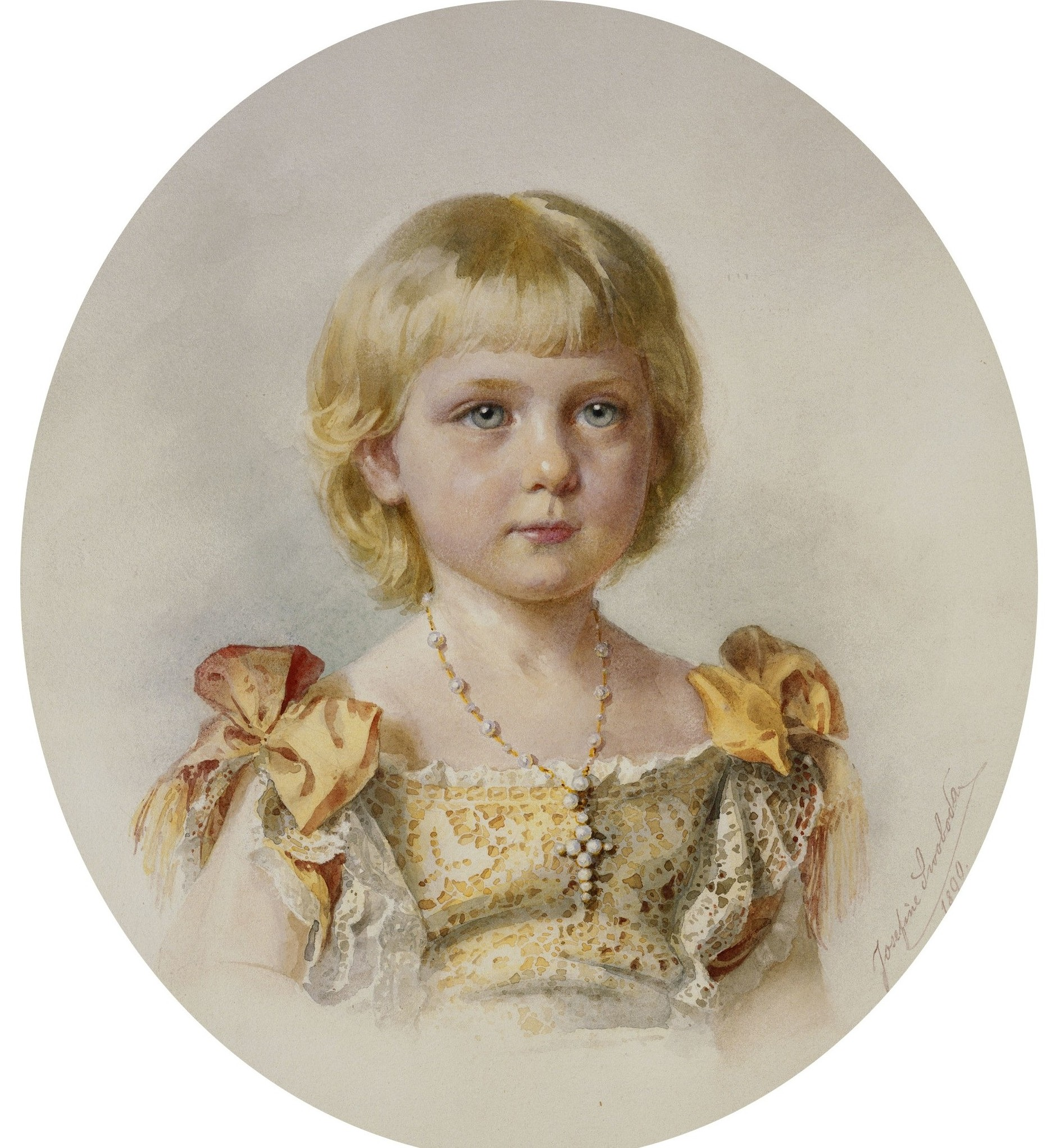
幼少期のヴィクトリア・ユージェニー

ドイツ貴族のバッテンベルク家の公子ヘンリー・モーリス（ハインリヒ・モーリッツ）と、イギリス女王ヴィクトリアの末娘ベアトリスの間の長女として、スコットランドのバルモラル城で誕生した。父ヘンリーはヘッセン＝ダルムシュタット大公子アレクサンダーとユリア・ハウケ伯爵夫人との貴賤結婚で生まれた息子である。
ヴィクトリア・ユージェニーの名前は2人の祖母、そして洗礼の代母となったスペイン生まれのフランス皇后ウジェニー（フランス皇帝ナポレオン3世の未亡人）にちなんで付けられた。スコットランドで生まれたイギリス王室の縁者は、スコットランドの名前を付けるしきたりだったため、母ベアトリス王女は娘の洗礼名の最後にユーア（Eua）と付けた。これはゲール語でイヴ（Eve）にあたる名前だった。ところがヴィクトリア・ユージェニーの洗礼式を司った聖職者の読み間違いのせいで、エナ（Ena）となってしまった。このため、ヴィクトリア・ユージェニーは親族やイギリスの公衆には「プリンセス・エナ」として知られることになった。

### 結婚
ヴィクトリア女王は末娘ベアトリスに、自分の傍を離れないことを条件にやむなく結婚を許しており、エナを含むベアトリスの子供たちはヴィクトリア女王の手許で育てられた。エナはウィンザー城、バルモラル、ワイト島のオズボーン・ハウスで子供時代を過ごした。イギリス軍人だった父ヘンリーは1896年、軍務中にシエラレオネで病死した。1901年にヴィクトリア女王が崩御した後、ベアトリス王女と4人の子供たちはロンドンのケンジントン宮殿で暮らした。1905年、エナはロシア皇族のボリス・ウラジーミロヴィチ大公から求婚され、最初は受けようとしたものの、迷った末に断っている。
同じ1905年、年若いスペイン王アルフォンソ13世が、コノート＝ストラサーン公アーサー王子の娘で、美人の誉れ高いパトリシア王女にプロポーズをするためイギリスを訪問した。しかしアルフォンソ13世はパトリシアよりもその従妹のエナに魅了された。エナがスペイン王妃となるには、「王族」と認められないバッテンベルク家の家柄の低さ、カトリック信仰の牙城スペイン王家との宗派の違い、ヴィクトリア女王の孫娘たちに付きまとう血友病の王子を産む可能性など、様々な障害があった。それでもエナとアルフォンソ13世の結婚は承認され、1906年3月5日にはスペインのサン・セバスティアン、ミラマール宮殿で聖公会（イングランド国教会）からカトリックに改宗している。
1906年5月31日、エナとアルフォンソ13世の結婚式がマドリードのサン・ヘロニモ・デ・レアル教会で執り行われた。結婚式の後に王宮へ帰る途中で、2人は暗殺未遂事件に遭遇した。無政府主義者のマテオ・モラルが、バルコニーから国王夫妻の馬車に向かって爆弾を投げたのである。爆弾がまさに爆発したその瞬間、エナはサンタ・マリア教会を見るために爆弾とは逆の側に顔を向けており、アルフォンソ13世も王妃の顔を見ていたため、2人は無傷で済んだ。しかしエナのウェディングドレスには、馬車の近くを馬で歩いていた近衛兵の血が染みついたという。

### 王妃として

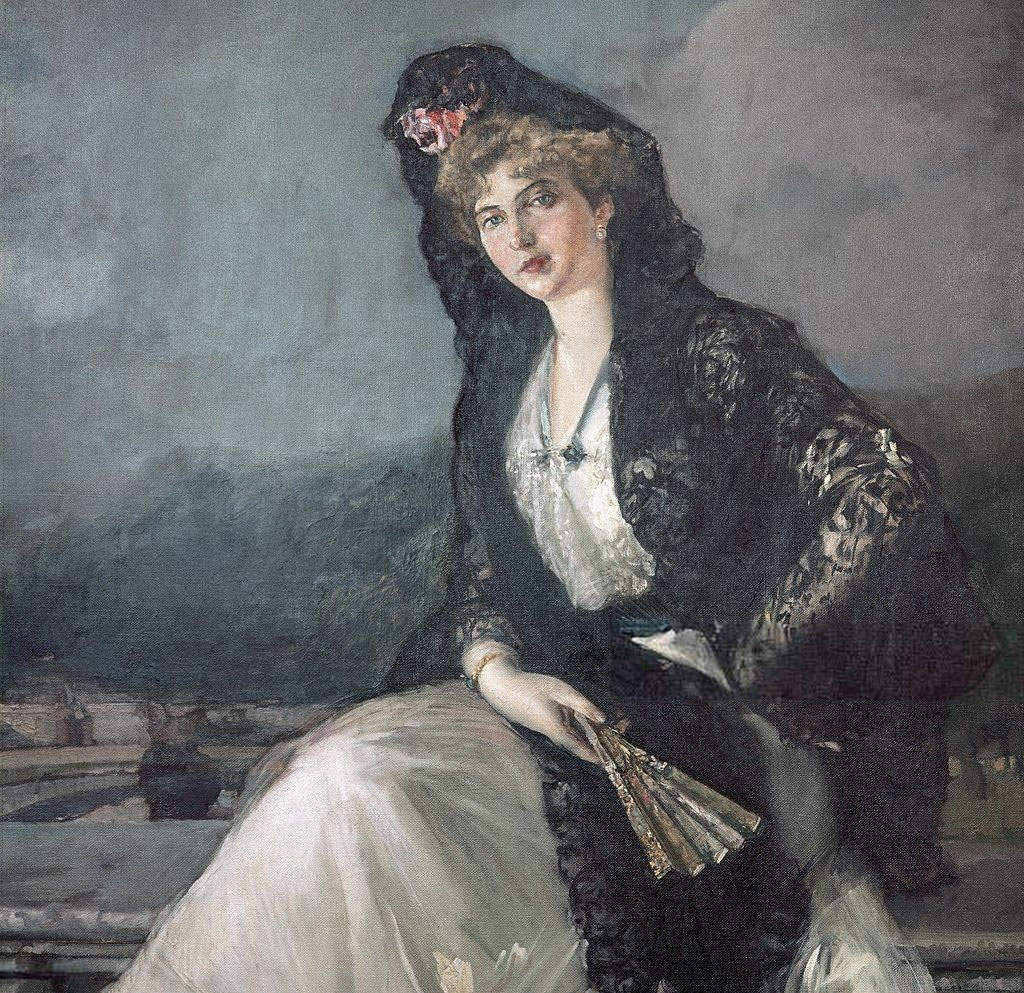
ビクトリア・エウヘニア王妃（ホアキン・ソローリャ画、1910年）

エナのスペイン王妃としての生活はこの不吉な事件から始まり、更にエナはスペインの人々に親しまれることはなく、不人気だった。彼女の結婚生活は、王国の継承者たる長男のアストゥリアス公アルフォンソを出産すると、良好なものになるかに見えた。しかし、生まれたばかりの王子に割礼が施されたとき、医師たちは王子の出血が止まらないことに狼狽した。これが王子の血友病の最初の兆候だった。エナは血友病の保因者であり、結果として長男と末息子は血友病患者として一生を過ごすことになった。アルフォンソ13世は、エナが血友病の世継ぎを産んだことを決して許そうとはしなかったし、またそのことについて口にすることもなかったと言われる。国王夫妻は5男2女（3男フェルナンドは死産）をもうけたが、娘たちはどちらも血友病の因子を受け継ぐことはなかった。
子供たちが生まれた後、エナと夫との結婚生活は険悪になるばかりで、アルフォンソ13世は大勢の他の女たちとの情事に耽った。国王のお手付きの女の中には、エナの従姉のガリエラ公爵夫人ベアトリスもいたとされるが、これは事実ではなかった。アルフォンソがベアトリスに言い寄ったのは事実だが、ガリエラ公爵夫人は体を許さなかったのである。怒った国王はベアトリスとその夫のガリエラ公アルフォンソを国外へ追いやり、取り巻きたちにガリエラ公爵夫人はふしだらな振る舞いのせいでスペインにいられなくなったと吹聴させた。こうしてエナは近しい身内とも遠ざけられた。
エナは王妃として国民の医療、救貧、教育のための活動を行った。彼女はスペイン赤十字社の再編成に尽力した。1923年、教皇ピウス11世はエナに『黄金の薔薇』を贈っている。黄金の薔薇がイギリス出身の女性に贈られたのは、1555年のイングランド女王メアリー1世以来のことであった。

### 亡命
大都市の多くが地方選挙を経て共和派の勢力下におかれ、共和派が1931年4月14日にスペイン第2共和国の成立を宣言するにおよんで、スペイン王家は亡命を余儀なくされた。アルフォンソ13世は、自身の自発的な亡命が国内の共和派と保守派の間で起きつつあった内戦を避けることを期待した。王家はフランス、イタリアを転々とした。エナはその後アルフォンソ13世と別居して単身イギリスに帰り、イギリス政府から出国を求められるとスイスに移った。エナはローザンヌ郊外にヴィーユ・フォンテーヌ（Vieille Fontaine）という名の城館を買い取った。
1968年、嫡曾孫のフェリペ王子（のちの国王フェリペ6世）の洗礼の代母を務めるため、一時的にスペインに戻っている。そして翌1969年、ローザンヌで没した。遺骸はスペイン王政復古後の1985年になって、エル・エスコリアル修道院のスペイン王家の墓所の、夫アルフォンソ13世の隣に安置された。

## 子女

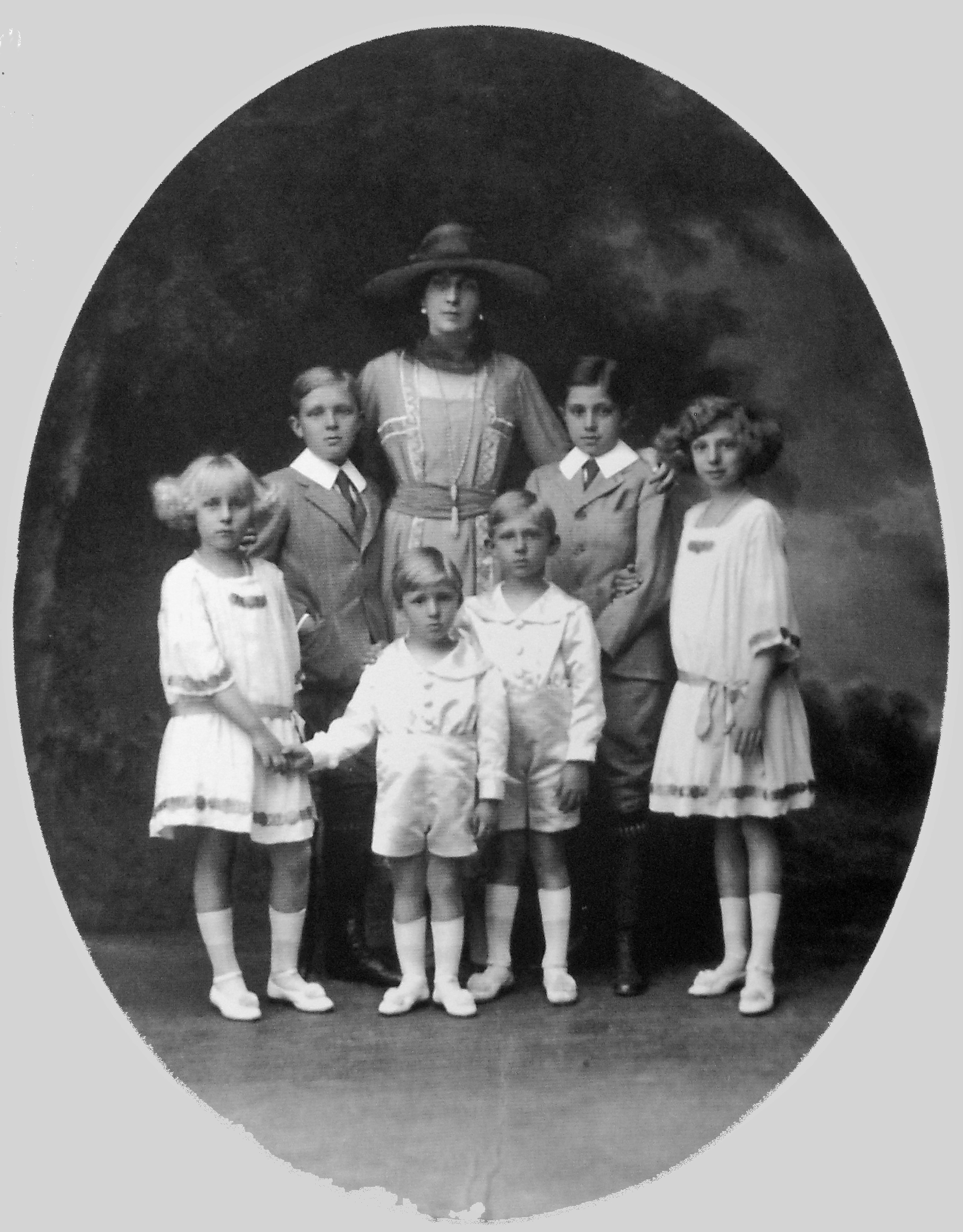
ビクトリア・エウヘニアと6人の子供たち（1918年）

- アルフォンソ（1907–1938） - アストゥリアス公、1933年に王位継承権放棄
- ハイメ（1908–1975） - セゴビア公、1933年に王位継承権放棄
- ベアトリス（1909–2002） - 1935年、チヴィテッラ＝チェシ公アレッサンドロ・トルロニアと結婚
- フェルナンド（1910） - 死産
- マリア・クリスティーナ（1911–1996） - 1940年、エンリコ・マローネ伯爵と結婚
- フアン（1913–1993） - バルセロナ伯、1941年よりスペイン王家家長（死後に「フアン3世」と追号）
- ゴンサーロ（1914–1934）